# Tartaczysko
Tartaczysko est un village situé dans la gmina de Giby, dans le powiat de Sejny, dans la voïvodie de Podlachie au nord-est de la Pologne, près des frontières avec la Biélorussie et la Lituanie.
Il se situe à approximativement 15 km au sud-ouest de Sejny et à 99 km au nord de la capitale régionale Białystok.